# Lisz Hirn

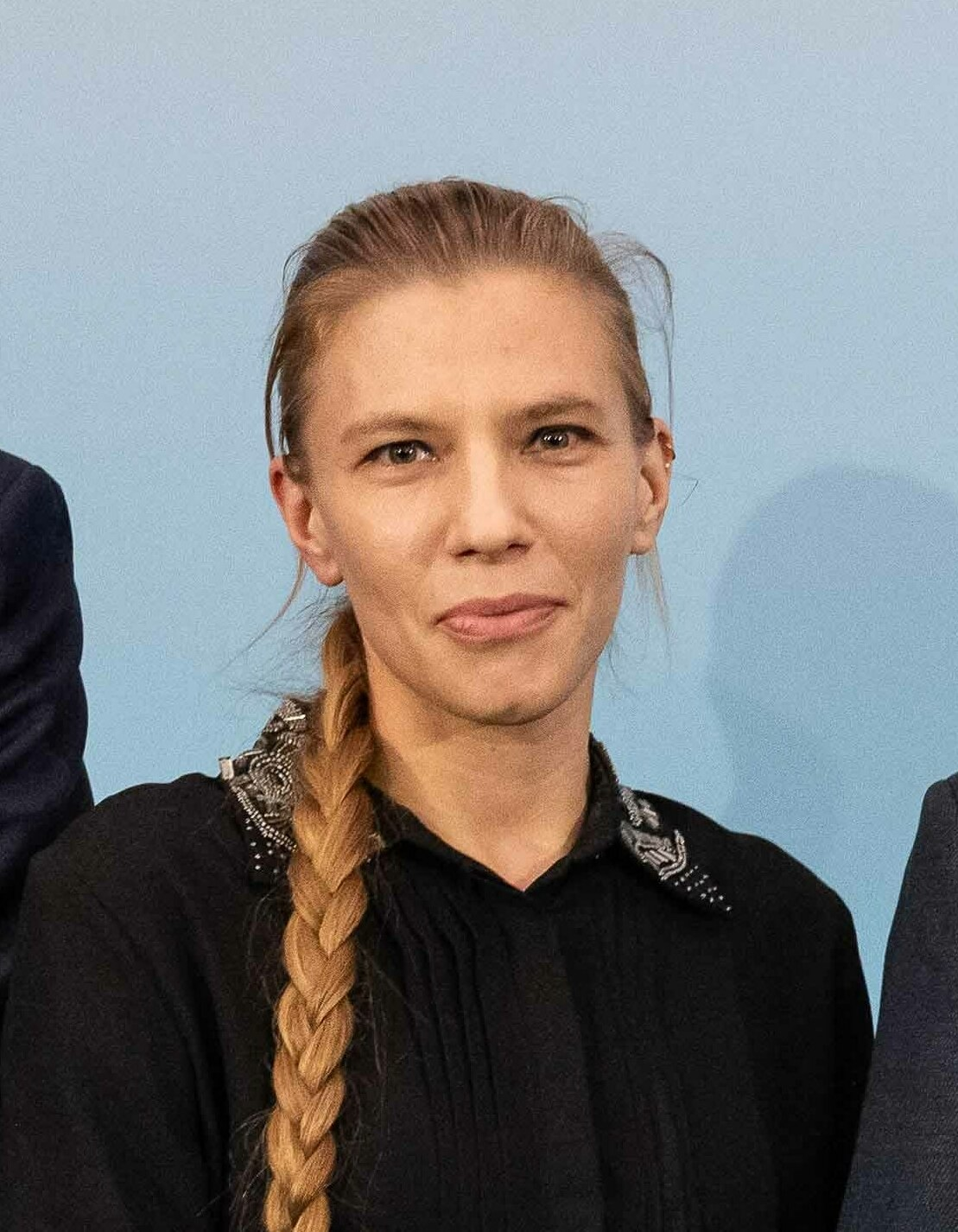
Lisz Hirn (2023)

Lisz Hirn (* 1984 als Elisabeth Katharina Hirn in der Obersteiermark) ist eine österreichische Philosophin, Autorin und Dozentin.

## Leben und Wirken
Hirn studierte Philosophie in Graz, Paris (Université VIII St. Denis) und Wien und einige Semester Gesang in Graz und 2012 in Kathmandu. 2008 promovierte sie an der Karl-Franzens Universität in Graz zum Thema „Über die Wurzeln des lebensphilosophischen Denkens von Friedrich Nietzsche“. Darin untersuchte sie Nietzsches lebensphilosophisches Verständnis von Menschsein und analysierte die wesentlichen Existenzialien in seinem Gesamtwerk.
Von Oktober 2015 bis Januar 2017 war sie Fellow am Forschungsinstitut für Philosophie in Hannover. Von Dezember 2018 bis Februar 2019 war sie Residency Awardee am Adishakti Laboratory for Arts Research in Tamil Nadu, Indien. 
Sie ist Obfrau des Vereins für praxisnahe Philosophie und im Vorstand der Gesellschaft für angewandte Philosophie (gap). Als Gastlektorin war sie an der Kathmandu University in Nepal tätig und referierte in Tokio sowohl an der Sophia University als auch an der Nihon University, überdies in Lima an der Universidad Nacional Mayor de San Marcos. Außerdem unterrichtete sie an der École Supérieure Roi Fahd de Traduction in Tanger sowie am Universitätslehrgang Philosophische Praxis der Universität Wien.
Die Schwerpunkte ihrer philosophischen und wissenschaftlichen Arbeit liegen in der philosophischen Anthropologie, politischen Philosophie, interkulturellen Ethik und der philosophischen Praxis. Hirn betreibt selbst eine Philosophie-Praxis, in der „rationale Problemlösungskompetenzen“ gestärkt werden sollen. Ferner ist Hirn in der Jugend- und Erwachsenenbildung tätig sowie als freiberufliche Künstlerin an internationalen Kunstprojekten und Ausstellungen beteiligt.
Lisz Hirn lebt und arbeitet in Wien. Sie ist Mutter einer 2016 geborenen Tochter.

## Schriften (Auszug)
- Friedrich Nietzsche – Die menschliche Existenz zwischen Hedonismus und Pessimismus. Verlagshaus Hernals, Wien 2009.
- Global Humanism. Möglichkeiten und Risiken eines neuen Humanismusmodells. Verlagshaus Hernals, Wien 2010.
- Vernünftige Wege zum Glück: Ein philosophisches Arbeitsbuch. Verlagshaus Hernals, Wien 2011 (zusammen mit Anton Grabner-Haider).
- Macht und Illusion. Wie Medien unsere Auffassung der Wirklichkeit beeinflussen. Verlagshaus Hernals, Wien 2014.
- Geht’s noch! Warum die konservative Wende für Frauen gefährlich ist. Molden, Wien/Graz 2019.
- Wer braucht Superhelden? Was wirklich nötig ist, um unsere Welt zu retten. Molden, Wien/Graz 2020, ISBN 978-3222150500.
- Macht Politik böse? Zehn Trugschlüsse, Leykam Streitschriften, Leykam, Graz 2022, ISBN 978-3-7011-8250-3.
- Der überschätzte Mensch: Anthropologie der Verletzlichkeit, Paul-Zsolnay-Verlag, Wien 2023, ISBN 978-3-552-07343-2.